# Éditions lyonnaises d'art et d'histoire
Les Éditions lyonnaises (d'art et d'histoire) abrégées en ELAH, sont une maison d'édition universitaire fondée en 1995 à Lyon. Comme son nom l'indique, elle est spécialisée dans les ouvrages traitant des aspects historiques et artistiques de Lyon et de sa région.

## Histoire
La fondatrice des Éditions lyonnaises d'art et d'histoire est Corinne Poirieux, qui en 2015 en est directrice administrative et éditoriale.
En novembre 2020, Corinne Poirieux annonce qu'elle prend sa retraite et qu'elle n'a pas trouvé de repreneur pour sa maison d'édition ; en conséquence, plus aucun nouveau titre n'est édité.

## Ligne éditoriale
L'éditeur publie des titres en rapport avec l'histoire de Lyon et de sa région. En 2015, environ 140 titres ont été édités depuis la création de la maison d'édition. En 2020, ce nombre monte à 350 titres.